# Badia de Sant Ffraid
La Badia de Sant Ffraid (Bae Sain Ffraid en gal·lès, St Brides Bay en anglès) és una entrada de mar plena de roques en la part oest del comtat de Sir Benfro, a Gal·les. La zona costanera que hi limita forma part del Pembrokeshire Coast National Park, amb diversos poblets com Sain Ffraid, Martin's Haven, Little Haven, Broad Haven, Nolton Haven, Niwgâl i Solfach, amb la ciutat de Tyddewi a poca distància. Un sender, el Pembrokeshire Coast Path, ressegueix tota aquesta costa.
Ha guanyat anomenada per la pesca, que tant practiquen els locals com turistes que en són atrets.
Els límits de la badia els marquen l'illa de Sant David (Ynys Dewi en gal·lès, Ramsey Island en anglès) i l'illa de Skomer amb la península de Marloes.

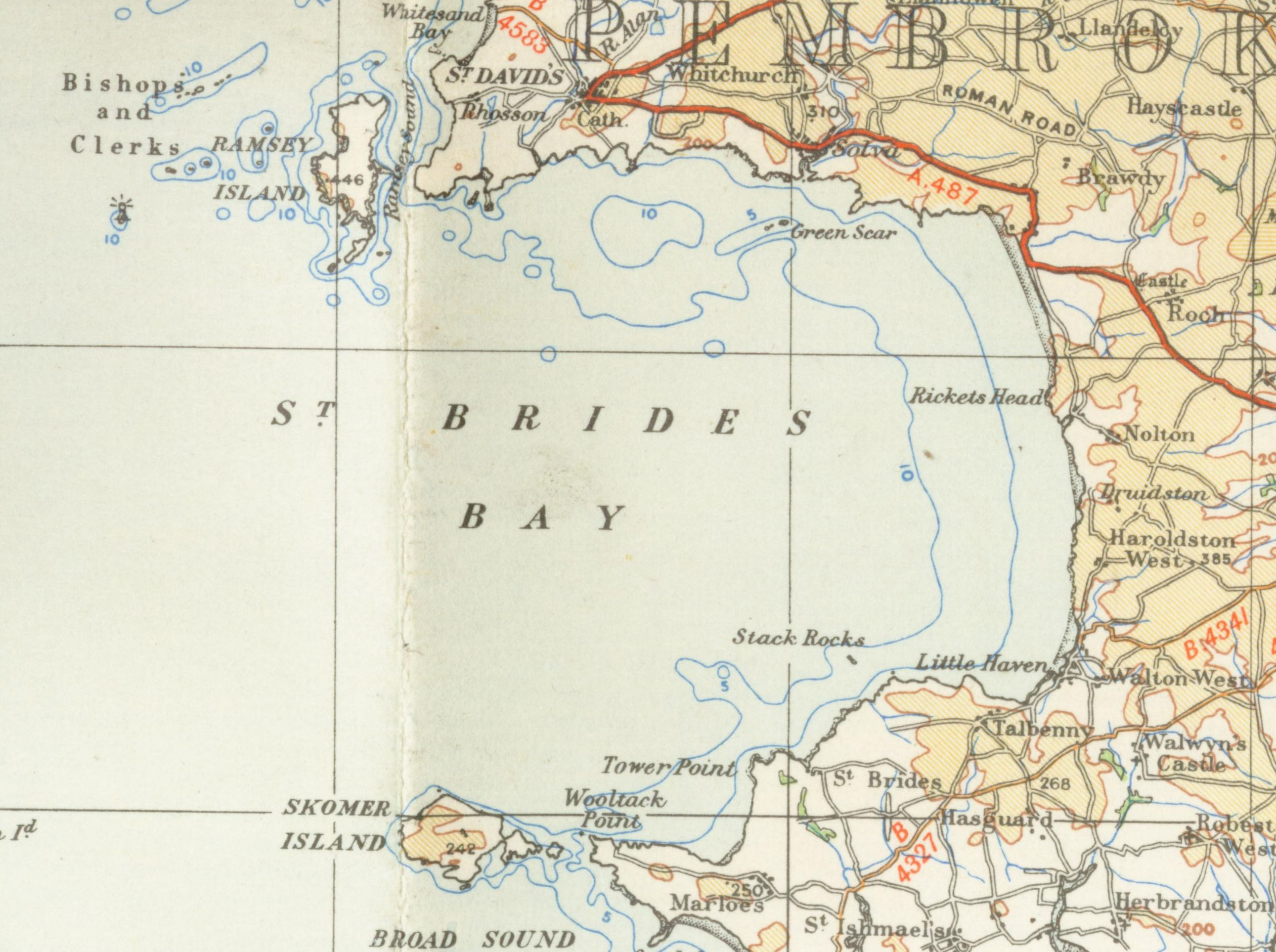
Mapa de la badia de Sain Ffraid del 1946.